# Matt Stone

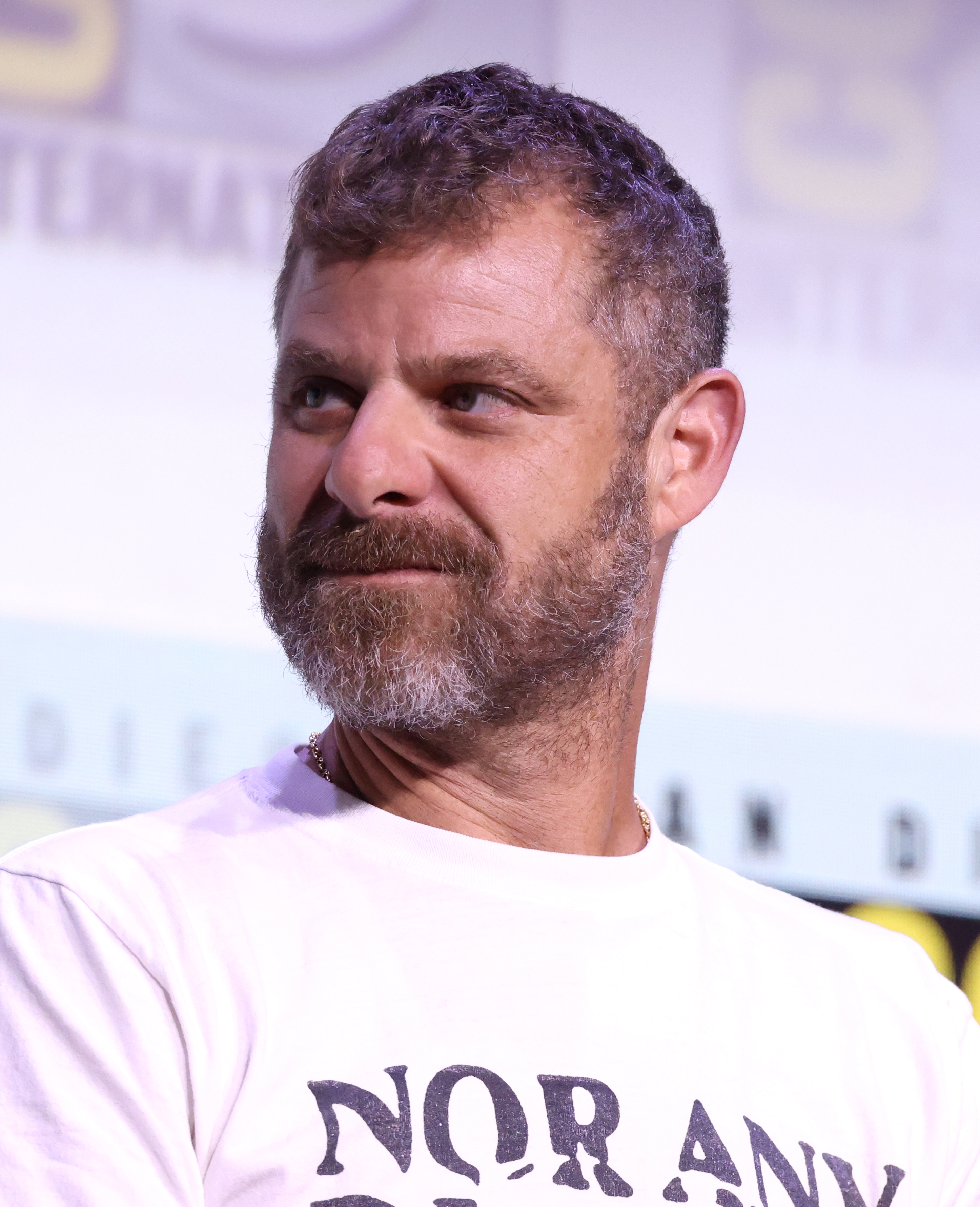
Matt Stone (2025)

Matthew „Matt“ Richard Stone (* 26. Mai 1971 in Houston, Texas) ist ein US-amerikanischer Schauspieler, Drehbuchautor, Produzent, Synchronsprecher und Regisseur. Er ist bekannt als Schöpfer der Fernsehserie South Park, die er zusammen mit seinem Freund Trey Parker produziert.

## Leben und Karriere
Matt Stone ging in Littleton (Colorado), einem Vorort von Denver, zur High School. Später studierte er an der University of Colorado in Boulder Film und Mathematik. Dort lernte er Trey Parker kennen. Beide verbrachten viel Zeit mit ihrem ersten großen Film, Cannibal! The Musical, weswegen Parker keinen College-Abschluss erreichte. Stone hingegen schloss erfolgreich sein Mathematik-Studium ab.

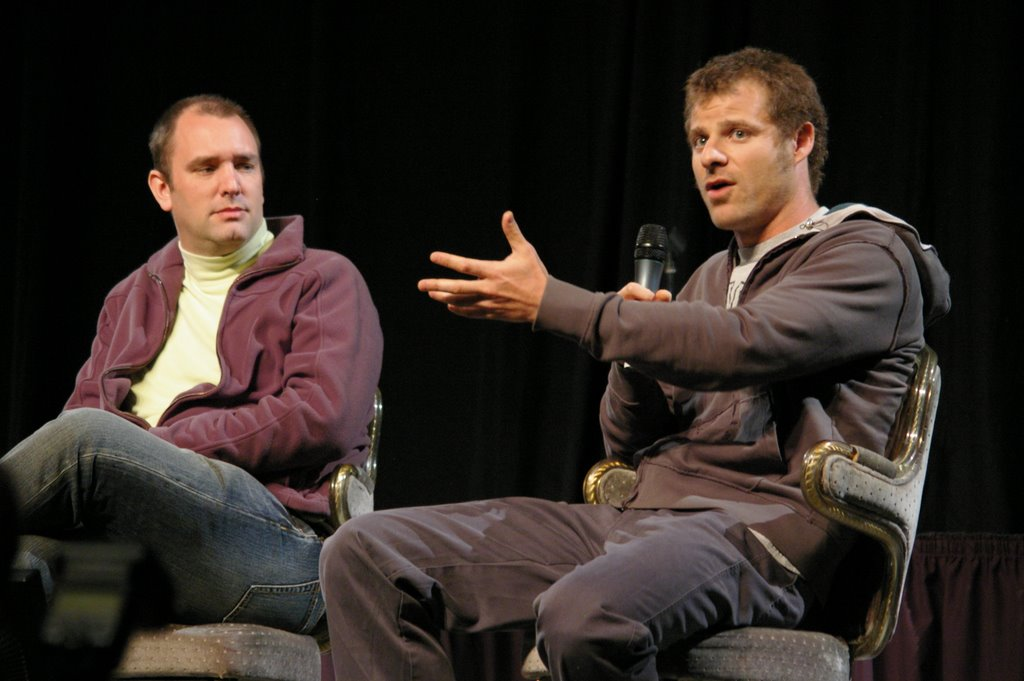
Stone (rechts) mit Trey Parker, 2007

Im Jahre 1996 gründete er zusammen mit Trey Parker die Band DVDA. In der Band ist er als Schlagzeuger tätig und spielte zusammen mit den anderen Bandmitgliedern viele Musikstücke ein, die in bekannten Werken wie Orgazmo oder Hier kommt Bush! sowie in der Fernsehserie South Park Verwendung fanden.
Berühmt wurde Matt Stone durch die erstmals 1997 gesendete und mit Preisen ausgezeichnete US-Zeichentrickserie South Park, die er zusammen mit Trey Parker kreierte. In South Park wurde der Charakter Kyle Broflovski Matt Stone nachempfunden. Weitere Projekte in Zusammenarbeit mit Parker sind mehrere Spielfilme, u. a. die Polit-Satire Team America: World Police, ein Marionettenfilm, und die Fernsehserie That's my Bush! (Hier kommt Bush!).
Stones und Parkers satirische Arbeiten zeichnen sich durch das Brechen von Tabus und den Verzicht auf politische Korrektheit aus. Neben Persönlichkeiten aus Politik und Showbusiness werden religiöse Figuren und Randgruppen oder Minderheiten der USA  parodiert.
Seit 2008 ist Stone mit Angela Howard verheiratet, mit der er zwei gemeinsame Kinder hat.
Stone schrieb mit Parker ein satirisches Broadway-Musical namens The Book of Mormon, welches in den USA im November 2017 mit einer Goldenen Schallplatte ausgezeichnet wurde. Die Premiere fand am 24. März 2011 statt.

## Filmografie
- 1993: Cannibal! The Musical (Autor, Produzent, Regisseur, Darsteller)
- 1995: Time Warped (Darsteller)
- 1996: The Spirit of Christmas (Autor, Produzent, Regisseur)
- 1997: Orgazmo (Darsteller, Autor, Produzent, Regisseur)
- seit 1997: South Park (Fernsehserie; Sprecher Originalversion, Autor, Produzent)
- 1998: Die Sportskanonen (Darsteller)
- 1999: South Park: Der Film – größer, länger, ungeschnitten (Sprecher Originalversion, Autor, Regisseur)
- 2001: Hier kommt Bush! (Fernsehserie; Autor, Produzent, Darsteller)
- 2002: Bowling for Columbine (Darsteller)
- 2003:  Kenny vs. Spenny  (Autor)
- 2004: Team America: World Police (Autor, Sprecher Originalversion, Produzent, Regisseur)

## Videospiele
- 2014: South Park: Der Stab der Wahrheit (Autor, Sprecher, Entwickler)
- 2017: South Park: Die rektakuläre Zerreißprobe (Autor, Sprecher, Entwickler)